# 越川彰
越川 彰（こしかわ あきら、1884年（明治17年）5月13日 - 1970年（昭和45年）1月14日）は、大日本帝国陸軍軍人、医師。最終階級は陸軍軍医中将。位階勲等は正四位勲三等。

## 経歴
千葉県出身。1912年（明治45年）、東京帝国大学医学部を卒業し、6月29日に陸軍二等軍医に任官された。1915年（大正4年）6月、陸軍一等軍医に進み、1919年（大正9年）9月時点で陸軍軍医学校副官の任にあった。1921年（大正10年）4月、陸軍三等軍医正に進級し、1923年（大正12年）9月時点で鉄道第2連隊附であり、1924年（大正13年）9月時点で善通寺衛戍病院附に転じた。1925年（大正14年）3月に陸軍二等軍医正に進級し、9月時点で佐倉衛戍病院長兼歩兵第57連隊附に就任し、1926年（大正15年）12月に龍山衛戍病院附に転じた。
1929年（昭和4年）8月、陸軍一等軍医正進級と同時に広島衛戍病院附に着任した。1930年（昭和5年）8月、熊本衛戍病院長に転じ、1932年（昭和7年）8月に第6師団軍医部長と歴任した。1934年（昭和9年）3月、第20師団軍医部長に転補され、8月に陸軍軍医監に進級した。1936年（昭和11年）3月に東京第一衛戍病院長に就任し、1938年（昭和13年）3月1日に陸軍軍医中将に進級、3月25日に予備役に編入された。
戦後は東京都渋谷区代々木大山町で越川医院院長を務めた。